# Das Hochschulwesen
Das Hochschulwesen (HSW) ist eine Zeitschrift zu Themen des Hochschulwesens, die 1953 in der DDR gegründet wurde. Die Zeitschrift erscheint sechs Mal jährlich im UniversitätsVerlagWebler (UVW), einer Einrichtung in der „Gesellschaft für Bildung und Medien“ (GBM).
Die Zeitschrift führt den Untertitel „Forum für Hochschulforschung, -praxis und -politik“ und veröffentlicht in den Hauptsparten „Ergebnisse der Hochschulforschung“, „Hochschulentwicklung und -politik“ und „Anregungen für die Praxis/Erfahrungsberichte“ theoriebezogene und empirische wissenschaftliche Aufsätze sowie Beiträge zur Programmatik von Praxisfeldern der Hochschulen.

## Geschichte
Die Zeitschrift wurde 1953 als Organ des Ministeriums für Hoch- und Fachschulwesen der DDR und erschien im Deutschen Verlag der Wissenschaften. Sie informierte sachlich über das Hochschulwesen in der DDR und in den sozialistischen Staaten, was sie auch für westliche Hochschulforscher und -didaktiker interessant machte. Das Redaktionskollegium galt als relativ unabhängig. Der erste Chefredakteur war Gerhard Mehnert (1953 bis 1959). Die Zeitschrift erschien in einer Auflage von etwa 2000 Exemplaren, von denen etwa die Hälfte in die sozialistischen Staaten exportiert wurde.
Nach der Wende und der Auflösung des Ministeriums für Hoch- und Fachschulwesen entfiel die wirtschaftliche Basis der Zeitschrift, die ihr Erscheinen einstellen musste.
Der Hermann Luchterhand Verlag erwarb die Rechte. Zusammen mit der Arbeitsgemeinschaft für Hochschuldidaktik (AHD), vertreten durch den Vorsitzenden Wolff-Dietrich Webler, wurde die Zeitschrift als öffentliche Zeitschrift mit freien Abonnenten und gleichzeitige Mitgliederzeitschrift der AHD konzipiert und ein Herausgeberkreis berufen. Nach einer verlegerischen Entscheidung des Luchterhand Verlages wurde die Zeitschrift nach zehnjährigem Erscheinen zum 31. Dezember 2001 eingestellt.
Zum 1. Januar 2002 gingen die Rechte an der Zeitschrift auf den eigens zu diesem Zweck gegründeten „UniversitätsVerlagWebler“ über. Die Zeitschrift wurde von der AHD getrennt und erschien ab 2003, dem 50. Jahrestag ihres Erscheinens, als eigenständige Zeitschrift.

## Herausgeber
Zum Herausgeberkreis gehören (Stand 2025):
- Ulf Banscherus, Kooperationsstelle Wissenschaft und Arbeitswelt, Technische Hochschule Berlin
- Olaf Bartz, Stiftung Akkreditierungsrat, Bonn
- Annette Fugmann-Heesing, Unternehmensberaterin, Berlin
- Jens-Peter Gaul, Generalsekretär der Hochschulrektorenkonferenz, Berlin
- Insa Großkraumbach, Abteilung Tertiäre Bildung, Stabsstelle Wissens- und Informationsmanagement, Köln
- Julian Hamann, Hochschulforschung, Humboldt-Universität zu Berlin
- Sylvia Heuchemer, Technische Hochschule Köln
- Sabine Koch, Österreichisches Bundesministerium für Bildung, Wissenschaft und Forschung, Wien
- Justus Lentsch, Ministerium Wissenschaft, Forschung, Kunst des Landes Baden-Württemberg, Stuttgart
- Wolff-Dietrich Webler, Institut für Wissenschafts- und Bildungsforschung Bielefeld
- Andrä Wolter, Institut für Erziehungswissenschaften, Abteilung Hochschulforschung, Humboldt-Universität zu Berlin